# Haloragàcies
Haloragàcia, Haloragàcies o Haloragaceae és una família de plantes amb flors.
En aquesta família hi ha 9 gèneres amb 145 espècies.
La distribució de la família és cosmopolita amb els centres de diversitat a Austràlia i l'hemisferi sud.

## Gèneres
- Glischrocaryon
- Gonocarpus
- Haloragis
- Haloragodendron, 5 espècies d'arbusts endèmics d'Austràlia
- Laurembergia
- Meziella
- Myriophyllum
- Proserpinaca
- Vinkia